# Thorigné
För andra betydelser, se Thorigne.
Thorigné är en kommun i departementet Deux-Sèvres i regionen Nouvelle-Aquitaine i västra Frankrike. Kommunen ligger i kantonen Celles-sur-Belle som tillhör arrondissementet Niort. År 2018 hade Thorigné 1 252 invånare.

## Befolkningsutveckling
Antalet invånare i kommunen Thorigné
| Referens: INSEE |